# دومينو كيرك
دومينو كيركي (بالإنجليزية: Domino Kirke)‏ هي مغنية وموسيقية إنجليزية أمريكية ولدت في سنة 1983 في مدينة نيويورك في الولايات المتحدة من أصل يهودي إنجليزي عراقي، تعلمت الموسيقى من والدها سيموني كيركي، في عمر ال17 عملت مع المنتج أندريه ليفنز، عملت بعد ذلك مع عدة موسيقيين مثل جوردان غالاند ومارك رونسون وتيمو إيليس وجالت مع المغنية البريطانية ليلي ألين في حفلاتها في العالم ل3 سنوات. كان لها أيضاً دور صغير في فيلم تيني فيرنيتشر وألذي أدت بطولته الممثلة الأمريكية لينا دونهام. في سنة 2014 إرتبطت دومينو بالموسيقي والممثل بين بادغلي وفي فبراير 2017 قررا الزواج. لدومينو 3 أبناء وكذلك لها شقيقتان ممثلتان وهن جيميما كيركي ولولا كيركي.

## وصلات خارجية
- دومينو كيرك على موقع IMDb (الإنجليزية)
- دومينو كيرك على موقع ميوزك برينز (الإنجليزية)
- دومينو كيرك على موقع ديسكوغز (الإنجليزية)

- دومينو كيركي على إنستغرام
- دومينو كيركي على تويتر
- دومينو كيركي على قاعدة بيانات الأفلام على الإنترنت
- الموقع الرسمي